# Bahnhof Almere Muziekwijk
Der Bahnhof Almere Muziekwijk ist ein Bahnhof der niederländischen Stadt Almere sowie der am drittstärksten frequentierte Bahnhof in Almere. Der Bahnhof befindet sich im Stadtteil Almere Stad. Er wird von fünf Buslinien angefahren. Am Bahnhof verkehren nationale Regional- und Fernverkehrszüge.

## Geschichte
Der Bahnhof wurde am 30. Mai 1987 mit der Bahnstrecke Weesp–Lelystad eröffnet. Es war mit den Bahnhöfen Almere Centrum und Almere Buiten die erste Station in Almere.

## Streckenverbindungen
Am Bahnhof Almere Muziekwijk verkehren im Jahresfahrplan 2023 folgende Linien:
| Zugtyp   | Linienverlauf | Frequenz                                                                                             |
| -------- | --- | --- |
| Sprinter | Hoofddorp – Schiphol Airport – Amsterdam Zuid – Weesp – Almere Muziekwijk – Almere Centrum – Almere Oostvaarders                                                              | halbstündlich (fährt abends und am Wochenende nicht zwischen Almere Centrum und Almere Oostvaarders) |
| Sprinter | (Den Haag Centraal –) Leiden Centraal – Schiphol Airport – Amsterdam Sloterdijk – Amsterdam Centraal – Weesp – Almere Muziekwijk – Almere Centrum – Lelystad Centrum – Zwolle | halbstündlich (fährt nur abends und am Wochenende zwischen Den Haag Centraal und Leiden Centraal)    |
| Sprinter | Utrecht Centraal – Hilversum – Almere Muziekwijk – Almere Centrum | halbstündlich (fährt nicht abends und am Wochenende)                                                 |
| Sprinter | Almere Centrum – Almere Muziekwijk – Hilversum – Utrecht Centraal | halbstündlich (fährt ausschließlich abends und am Wochenende)                                        |